# West Point (Nebraska)
Pour les articles homonymes, voir West Point.
 (décembre 2023).
Si vous disposez d'ouvrages ou d'articles de référence ou si vous connaissez des sites web de qualité traitant du thème abordé ici, merci de compléter l'article en donnant les références utiles à sa vérifiabilité et en les liant à la section « Notes et références ».
West Point est une ville américaine située dans l'État du Nebraska. Elle est le siège du comté de Cuming. Sa population était de 3 504 habitants au recensement de 2020.

## Histoire
En 1857, des hommes d'affaires d'Omaha fondent une compagnie pour le peuplement de la vallée de l'Elkhorn. La localité est baptisée New Philadelphia puis devient West Point car elle est le point le plus occidental de la concession. En 1858, West Point est élue par 12 voix contre 7, contre De Witt, capitale du comté de Cuming.
Au printemps 1859, des Indiens Pawnees font irruption et essaient de reprendre leur ancien territoire de chasse. Ils brûlent des maisons et tuent du bétail. La « guerre des Pawnees » s'achève à Battle Creek (Nebraska) sans aucun mort.
En 1870, West Point est reliée au chemin de fer du Chicago and North Western Railway. La ligne, devenue peu rentable, est abandonnée après une inondation en 1982.
Karl H. Timmermann (de) (1922-1951), militaire germano-américain élevé à West Point, a été le premier Américain à franchir le pont de Remagen en mars 1945.

## Démographie
En 2021, la ville compte 3 418 habitants dont 89,4 % de citoyenneté américaine. 78,2 % se déclarent Blancs non hispaniques, les autres pour la plupart Hispaniques. Aucun foyer ne déclare une langue habituelle autre que l'anglais.